# Лешу
Лешу (рум. Leșu) — село у повіті Бистриця-Несеуд в Румунії. Адміністративний центр комуни Лешу.
Село розташоване на відстані 336 км на північ від Бухареста, 27 км на північний схід від Бистриці, 105 км на північний схід від Клуж-Напоки.

## Населення
За даними перепису населення 2002 року у селі проживали 1779 осіб, з них 1777 осіб (99,9%) румунів. Усі жителі села рідною мовою назвали румунську.